# Улица Калинина (Балашиха)
Улица Калинина — улица в микрорайоне Балашиха-2 города Балашиха Московской области.

## Описание
Улица расположена в микрорайоне Балашиха-2 на левом берегу реки Пехорка.
Отходит в юго-западном направлении (под острым углом) от улицы 40 лет Победы, являющейся восточной границей микрорайона с Озёрным лесопарком.
Несколько под углом пересекает конец улицы Кудаковского (у строящегося нового жилого комплекса «Жираф») и следует через кварталы с сохранившейся исторической застройкой начала XX века и 1930-1940-х годов.
На последнем отрезке, рядом с районной АТС, улица поворачивает на запад и выходит на перпендикулярную ей Спортивную улицу у жилого дома (ул. Спортивная, 12).
Нумерация домов — от Спортивной улицы.

## Здания и сооружения
Нечётная сторона
- № 1 — офисное здание (РОСНО и др.)
- № 3, 5, 7, 9 — комплексная двухэтажная жилая застройка с обустройством придомовых территорий второй половины 1940-х (сразу после окончания Великой Отечественной войны)
- № 19 — жилой дом (5 этаж., 4 под.; панельный)
- № 21 — жилой дом (как № 19 — 5 этаж., 4 под.; панельный)

Чётная сторона
- № 2 — жилой дом (10 этаж.; панельный)
- № 2А — детский сад № 30
- № 2Б —
- № 2В — жилой дом (новостройка 2000-х)
- № 4 —
- № 4А —
- № 6 —
- № 8 — жилой дом (9 этаж., 4 под.; панельный)

## Транспорт
Улица проходит недалеко от Спортивной улицы, переходящей у кинотеатра «Заречье» в улицу Свердлова, по которым происходит оживлённое движение городского транспорта разных маршрутов.